# Molophilus ursus
Molophilus ursus là một loài ruồi trong họ Limoniidae. Chúng phân bố ở miền Tân bắc.